# Спенсер, Китти
Леди Китти Элеанор Спенсер (англ. Lady Kitty Eleanor Spencer; родилась 28 декабря 1990, Лондон, Великобритания) — британская модель, племянница принцессы Дианы.

## Биография
Китти Элеанор Спенсер принадлежит к высшей британской аристократии: она родилась в семье Чарльза Спенсера, 9-го графа Спенсера, и Кэтрин Виктории Локвуд. Принцесса Уэльская Диана была родной тётей леди Китти, а принцы Уильям и Гарри соответственно приходятся ей двоюродными братьями. Из-за правил, согласно которым титулы переходят по мужской линии, наследником 9-го графа является младший брат леди Китти, и она в связи с этим делала заявления в поддержку гендерного равенства.
Родители Китти развелись в 1997 году, когда ей было 7 лет. После этого она жила попеременно в Великобритании с отцом и в Южной Африке с матерью. В первый раз на обложке журнала Китти появилась в возрасте двух лет (это был журнал Харперс Базар), но профессионально занялась модельным бизнесом только в 2015 году, уже имея степень магистра. Она подписала контракт с компанией Storm Model Management и появилась на обложке журнала Tatler. В 2017—2018 годах она представляла Dolce & Gabbana на ряде показов, в 2018 году стала лицом нового ювелирного бренда от BULGARI. Её фото украсило обложки журналов L’Officiel Brazil и Tatler.
В июле 2021 года Китти Спенсер стала женой миллиардера Майкла Льюиса. В 2023 году у неё родилась дочь Афина.